# Люте (Шосткинський район)
Лю́те — село в Україні, у Зноб-Новгородській селищній громаді Шосткинського району Сумської області. До 2020 орган місцевого самоврядування — Зноб-Новгородська селищна рада. Населення становить 34 особи.

## Географія
Село знаходиться на березі річки Лютка в місці впадання її в річку Знобівку, вище за течією на відстані 6,5 км розташоване село Поліське, на протилежному березі річки Знобівка — село Стягайлівка.

## Назва
Свою назву село запозичило від річки Лютка, поблизу якої його поселив Федір Григорович Псел.

## Символіка
На гербі зображений меч у вогні, що символізує лють і вказує на назву села (герб є промовистим).

## Історія
Точний час заснування села невідомий. Вперше воно згадується в описі Новгород-Сіверського намісництва 1779—1781 рр. під назвою хутір Лютий. На той час населений пункт знаходився у власності бунчукового товариша Федора Григоровича Псела, який володів у ньому млином на річці Лютка, чотирикімнатним житловим будинком, гуральнею і одним селянським двором з одним обивателем.
Засновником Лютого, швидше за все, був Федір Григорович Псел (бл. 1739 — до 1799), оскільки спочатку населений пункт знаходився в його власності і на його землях.
Федір Псел був сином Орлянську сотника Григорія Васильовича Дяченко-Псела. З 1755 він служив військовим канцеляристом у Генеральній військовій канцелярії, був військовим (19.08.1765) і бунчуковим товаришем (22.09.1774), а після ліквідації Гетьманщини займав посаду засідателя суду Новгород-Сіверського намісництва (1783—1784) і депутатом дворянства Погарського повіту.
21 серпня 1762 Федір Григорович одружився з Ганною Андріївною Сілевич, правнучкою Афанасія Олексійовича Заруцького, і при вступі в шлюб отримав за неї в придане частину Протопопівки, Зноб-Новгородки і Гутко — Ожинки. Разом з зазначеними населеними пунктами до нього перейшла і частина «Знобівських ґрунтів, між річками Свига, Знобівка і Лютка лежачих», на яких і був поселений хутір Лютий.
Після смерті Ф. Г. Псела, яка настала до 1799 року, його володіння у Лютому перейшли у спадок до його сина штабс-капітана Степана Федоровича Псела (1780 — після 1833), а від нього — до його дружини Олександри Іванівни Халанської і їх синам — вченому агроному і судді Новгород-Сіверського повіту Степану Степановичу Пселу (1833 — 22.07.1891) і колезькому секретарю Івану Степановичу Пселу (1822 — 28.06.1882). Іван Степанович був бездітним і всі свої володіння в Лютому заповідав синам С. С. Псела земському начальнику Новгород-Сіверського повіту Миколі Степановичу Пселу і предводителю дворянства Новгород-Сіверського повіту Василю Степановичу Пселу.
За даними на 1859 рік на власницькому хуторі Новгород-Сіверського повіту Чернігівської губернії мешкало 48 осіб (25 чоловічої статі та 23 — жіночої), налічувалось 4 дворових господарства.
За даними на 1893 рік у поселенні мешкало 67 осіб (31 чоловічої статі та 36 — жіночої), налічувалось 10 дворових господарства.
До революції в Лютому не було ні церкви ані школи. Може тому відсоток грамотності серед місцевих жителів був одним із найнижчих в Протопопівській волості і на початок 1897 р. становив усього 4,8 %.
12 червня 2020 року, відповідно до розпорядження Кабінету Міністрів України № 723-р «Про визначення адміністративних центрів та затвердження територій територіальних громад Сумської області», село увійшло до складу Зноб-Новгородської селищної громади.
19 липня 2020 року, в результаті адміністративно-територіальної реформи та ліквідації Середино-Будського району, село увійшло до складу новоутвореного Шосткинського району.

## Населення
Згідно з переписом УРСР 1989 року чисельність наявного населення села становила 49 осіб, з яких 18 чоловіків та 31 жінка.
За переписом населення України 2001 року в селі мешкали 34 особи.

### Мова
Розподіл населення за рідною мовою за даними перепису 2001 року:
| Мова       | Відсоток |
| ---------- | -------- |
| українська | 82,35 %  |
| російська  | 17,65 %  |